# ウジジ
ウジジ（Ujiji）は、タンザニアの都市。

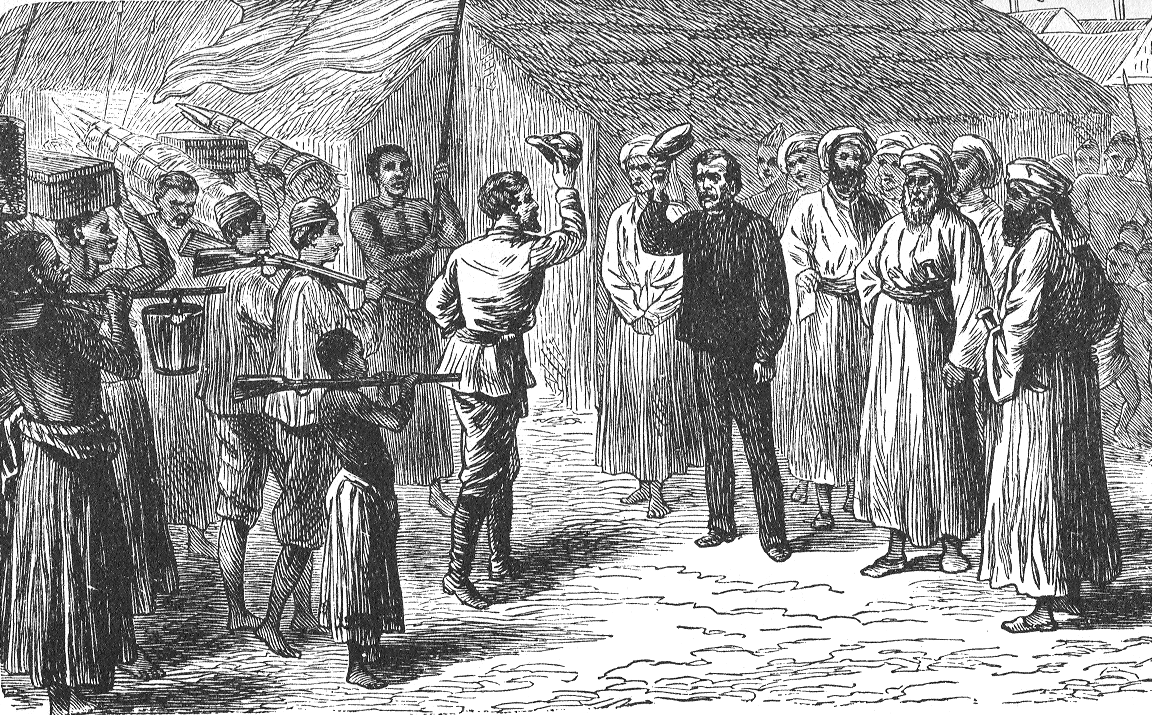
スタンリーとリヴィングストンの遭遇

タンザニーカ湖東岸に位置する。近隣の都市としては、約10キロ南東のキゴマが挙げられる。ブルンジ国境、タンザニーカ湖対岸のコンゴ民主共和国国境にも近い。交易路上の集落として発展し、奴隷貿易などが行われた。
19世紀後半、この地で探検家スタンリーが、行方不明になっていたイギリスの探検家リヴィングストンを発見した。スタンリーが話しかけた時の言葉 Dr. Livingstone, I presume?（リヴィングストンさん、ですね？）は、当時のイギリスで流行語にもなった。
座標: 南緯4度54分 東経29度41分 / 南緯4.900度 東経29.683度